# Cyanallagma tamaense
Cyanallagma tamaense är en trollsländeart som beskrevs av De Marmels 1988. Cyanallagma tamaense ingår i släktet Cyanallagma och familjen dammflicksländor. Inga underarter finns listade i Catalogue of Life.